# Krieriegel
Krieriegel är ett berg i Österrike.   Det ligger i distriktet Mattersburg och förbundslandet Burgenland, i den östra delen av landet, 50 km söder om huvudstaden Wien. Toppen på Krieriegel är 633 meter över havet, eller 16 meter över den omgivande terrängen. Bredden vid basen är 0,38 km.
Terrängen runt Krieriegel är kuperad åt sydost, men åt nordväst är den platt. Runt Krieriegel är det ganska tätbefolkat, med 86 invånare per kvadratkilometer.. Närmaste större samhälle är Wiener Neustadt, 7,9 km nordväst om Krieriegel. 
I omgivningarna runt Krieriegel växer i huvudsak blandskog.